# 丹麥克朗
丹麦克朗（丹麥語：Danske krone，货币符号：kr; 代码：DKK）是丹麥及其屬地格陵兰的法定貨幣，而另一屬地法羅群島則使用丹麦克朗和法羅克朗两种货币。法罗克朗幣值與丹麥克朗相同，可在法罗群岛自由流通。丹麦克朗通过歐洲匯率機制（ERM II）与欧元挂钩。克朗的复数是"kroner" ，1克朗等于100厄尔，但实际上没有比50厄尔面值更小的货币在流通。克朗的ISO 4217代码是DKK，丹麦国内则使用"kr."缩写。非官方场合，DKR 或Dkr 也能偶尔见到。

## 历史
丹麥最古老的硬幣是公元825-840年間鑄造的便士，但最早有系統的鑄造是在10世紀後期由藍牙哈拉爾所鑄造的korsmønter或稱“十字硬幣”。1020年代，克努特大帝在丹麥大規模引入了有組織的造幣廠。隆德（Lund）現在是瑞典的主要鑄幣地點，並且是中世紀丹麥最重要的城市之一，但在羅斯基勒（Roskilde），斯勞厄爾瑟（Slagelse），奧登塞（Odense），奧爾堡（Aalborg），奧爾胡斯（Århus），維堡（Viborg），里伯（Ribe），Ørbæk和赫德比也鑄造了硬幣。近一千年來，丹麥國王（除少數例外）發行了帶有其名稱，會標和肖像的硬幣。有時通過造幣來徵稅，例如通過用銀含量較低的新硬幣強制替換上交的硬幣。
丹麥造幣通常基於加洛林銀標準。鑄造的硬幣的金屬價值週期性地降低，因此不對應於硬幣的面值。這樣做主要是為了為君主和國家創造收入。由於貶值，公眾開始對各自的硬幣失去信任。為了恢復公眾對硬幣的信任，丹麥貨幣進行了幾次大修，後來又發行了紙幣。
1619年，丹麥採用了新貨幣克朗（crown）。一克朗的價值為1 1⁄2 rigsdaler種，佔96克朗斯基林格，後來為144個普格納。
直到18世紀後期，克朗都是一個等於8馬克的面額，是丹麥rigsdaler的一個子單位。1875年1月引入一種新的克朗作為丹麥的貨幣。它以2克朗=1格里達的匯率代替了格里達。這將克朗以2480克朗=1千克純金的比率放置在黃金標准上。18世紀下半葉和19世紀大部分時間，經濟活動不斷擴大，因此也需要比硬幣更易於處理的付款方式。因此，越來越多地使用鈔票代替硬幣。
新克朗的引入是斯堪地那維亞貨幣聯盟的結果，該聯盟於1873年組成（硬幣在兩年後被採用），一直持續到第一次世界大戰。聯盟的當事方是三個斯堪地那維亞國家，在丹麥和挪威，名字叫克朗，在瑞典叫克朗，這個詞在所有三種語言中的字面意思都是皇冠。這三種貨幣採用黃金標準，克朗/克朗定義為每千克純金的1⁄2480。
斯堪地那維亞貨幣聯盟在1914年廢止了金本位制。丹麥，瑞典和挪威都決定保留各自（現在是單獨的）貨幣的名稱。
丹麥在1924年恢復了金本位制，但在1931年永久退出了金本位制。1940年到1945年之間，克朗與德國帝國馬克掛鉤。德國占領結束後，實行了24克朗兌1英鎊的匯率，同年8月降低到19.34克朗（4.8克朗=1美元）。在布雷頓森林體系中，丹麥於1949年將英鎊與英鎊的匯率貶值至6.91美元兌1美元。1967年進一步貶值，匯率為7.5克朗。
2014年，決定停止在丹麥印刷克朗，但工作將外包，2016年12月20日，最後的鈔票由國家銀行印刷。
直至18世纪晚期，克朗面值为8丹麦马克。
2014年，丹麥中央銀行決定停止印刷紙幣與硬幣，丹麥政府並宣布2016年1月起，進行無紙鈔交易，推動全國數位付款方式，像是在超商、服飾店、餐廳、加油站等，都開始取消收銀機，只接受使用信用卡或手機移動支付等電子貨幣服務，不過醫院、藥房和郵局等機構還是會保留現金服務。2016年12月20日，丹麥國家銀行印刷了最後一批丹麥克朗紙幣。

### 鈔票上的簽名
自從1713年鈔票在丹麥成為法定貨幣以來，它們就一直具有能證明其真實性的簽名。只有簽名的鈔票才被視為法定貨幣。多年以來，這些簽名是由丹麥國家銀行的部分員工手工簽名的，但是從1910年開始，簽名被列印在鈔票上。
在1952年之前，丹麥國家銀行的12名最高級官員在鈔票的右側簽名，而鈔票印刷廠總經理在左側簽名。1952年取消該計劃後，只有現任丹麥國家銀行（Danmarks Nationalbank）的行長和首席出納員的簽名被印在鈔票上。

## 硬币
| 流通硬币 | 流通硬币   | 流通硬币  | 流通硬币 | 流通硬币    | 流通硬币            | 流通硬币                   | 流通硬币               |
| 面值     | 直径       | 厚度      | 质量     | 质地        | 边缘                | 正面                       | 反面                   |
| -------- | ---------- | --------- | -------- | ----------- | ------------------- | -------------------------- | ---------------------- |
| 50 欧尔  | 21.5 毫米  | 1.55 毫米 | 4.3 g    | 锡-铜       | 光滑                | 皇冠 of 国王克里斯蒂安五世 | 桃心（皇家造币厂标志） |
| 1 克朗   | 20.25 毫米 | 1.6 毫米  | 3.6 g    | Cupronickel | Milled              | 头像 of 女王玛格丽特二世   | 传统设计（有孔）       |
| 2 克朗   | 24.5 毫米  | 1.8 毫米  | 5.9 g    | Cupronickel | Interrupted milling | 头像 of 女王玛格丽特二世   | 传统设计（有孔）       |
| 5 克朗   | 28.5 毫米  | 2 毫米    | 9.2 g    | Cupronickel | Milled              | 头像 of 女王玛格丽特二世   | 传统设计（有孔）       |
| 10 克朗  | 23.35 毫米 | 2.3 毫米  | 7 g      | 铝铜        | 光滑                | 女王玛格丽特二世           | 国徽                   |
| 20 克朗  | 27 毫米    | 2.35 毫米 | 9.3 g    | 铝铜        | Interrupted milling | 女王玛格丽特二世           | 国徽                   |

## 纸币

### 1997系列
一套新紙幣發行，面值50 到1000克朗。2002－2005年，有添加了額外的安全技術於紙幣。
| 图片 | 图片 | 面值      | 尺寸          | 主色 | 描述                  | 描述                          | 描述        | 日期      | 日期                          |
| 正面 | 反面 | 面值      | 尺寸          | 主色 | 正面                  | 反面                          | 水印        | 首印      | 发行                          |
| ---- | ---- | --------- | ------------- | ---- | --------------------- | ----------------------------- | ----------- | --------- | ----------------------------- |
|      |      | 50 克朗   | 125 × 72 毫米 | 紫   | 凯伦·布里克森         | Centaur from Landet Church    | 与头像相同  | 1999 2005 | 1999年5月7日 2005年8月25日    |
|      |      | 100 克朗  | 135 × 72 毫米 | 橙   | 卡尔·尼尔森           | Basilisk from Tømmerby Church | 与头像相同  | 1999 2002 | 1999年11月22日 2002年11月27日 |
|      |      | 200 克朗  | 145 × 72 毫米 | 绿   | Johanne Luise Heiberg | 维堡大教堂的 狮子             | 与头像相同  | 1997 2003 | 1997年3月10日 2003年4月9日    |
| N/A  | N/A  | 500 克朗  | 155 × 72 毫米 | 蓝   | 尼尔斯·玻尔           | 骑士与Lihme教堂的龙战斗       | 与头像相同  | 1997 2003 | 1997年9月12日 2003年9月24日   |
| N/A  | N/A  | 1000 克朗 | 165 × 72 毫米 | 红   | Anna，Michael Ancher  | Tournament from Bislev Church | Anna Ancher | 1998 2004 | 1998年9月18日 2004年11月25日  |

### 現今版本(2009-)
每張鈔票的正面都描繪了丹麥橋的圖案。選定的橋樑代表不同的建築風格和丹麥的各個地區。鈔票背面的圖案是在有關橋附近發現的史前發現。鈔票上的地圖部分顯示了發現的位置。這些鈔票是由藝術家Karin Birgitte Lund設計的，並以丹麥的橋樑和史前發現為主題。
鈔票的主題是丹麥的橋樑和周圍的風景，或這些風景的細節。藝術家卡琳·比爾吉特·隆德（Karin Birgitte Lund）選擇以兩種方式解釋這一主題：作為丹麥各個地區之間的紐帶以及過去與現在之間的紐帶的橋樑。現在以橋樑為代表，過去以在橋樑附近發現的五個獨特的史前物體為代表。
鈔票上的防偽特徵包括帶有移動波形的窗線，反射不同顏色光的複雜全息圖，水印和隱藏的防偽線。從2020年開始，紙幣的安全性將再次升級。
| 图片 | 图片 | 面值      | 尺寸          | 主色 | 主色     | 描述             | 描述                   | 描述                                        | 日期 | 日期           |
| 正面 | 反面 | 面值      | 尺寸          | 主色 | 主色     | 正面             | 反面                   | 水印                                        | 首印 | 发行           |
| ---- | ---- | --------- | ------------- | ---- | -------- | ---------------- | ---------------------- | ------------------------------------------- | ---- | -------------- |
|      |      | 50 克朗   | 125 × 72 毫米 |      | 紫羅蘭色 | 薩靈海峽橋       | The Skarpsalling Vesse | 該紙鈔面值和在羅斯基勒峽灣的Skuldelev維京船 | 2009 | 2009年8月11日  |
|      |      | 100 克朗  | 135 × 72 毫米 |      | 橙黃色   | 小貝爾特橋       | The Hindsgavl Dagger   | 該紙鈔面值和在羅斯基勒峽灣的Skuldelev維京船 | 2010 | 2010年5月4日   |
|      |      | 200 克朗  | 145 × 72 毫米 |      | 绿色     | 克尼普橋         | Langstrup Belt Plate   | 該紙鈔面值和在羅斯基勒峽灣的Skuldelev維京船 | 2010 | 2010年10月19日 |
|      |      | 500 克朗  | 155 × 72 毫米 |      | 蓝色     | 亞歷山德拉王后橋 | The bronze pail        | 該紙鈔面值和在羅斯基勒峽灣的Skuldelev維京船 | 2011 | 2011年2月15日  |
|      |      | 1000 克朗 | 165 × 72 毫米 |      | 红色     | 大貝爾特橋       | 雷鳴太陽戰車           | 該紙鈔面值和在羅斯基勒峽灣的Skuldelev維京船 | 2011 | 2011年5月24日  |